# The Psychiatrist
The Psychiatrist  è una serie televisiva statunitense in 6 episodi più un film pilota trasmessi per la prima volta nel corso di una sola stagione dal 1970 al 1971. Due degli episodi della serie furono diretti da Steven Spielberg.

## Trama
Il dottor James Whitman è un giovane psichiatra che con metodi poco ortodossi aiuta i suoi pazienti.
Nell'episodio pilota, Casey Poe (Pete Duel) è un ex tossicodipendente che, dopo aver trascorso in carcere due anni, deve combattere i suoi demoni personali, così come i pregiudizi degli altri, al fine di rientrare nella società. Il dottor Whitman è lo psichiatra che deve rompere la resistenza di Poe e che deve aiutarlo a farsi una nuova vita. Pete Duel ebbe molti elogi per la sua performance e riprese il suo ruolo nel primo episodio regolare della serie, In Death's Other Kingdom.

## Personaggi
- dottor James Whitman (7 episodi, 1970-1971), interpretato da	Roy Thinnes.
- dottor Bernard Altman (2 episodi, 1970-1971), interpretato da	Luther Adler.
- Casey Poe (2 episodi, 1970-1971), interpretato da	Pete Duel.
- Randell File (2 episodi, 1970-1971), interpretato da	John Rubinstein.

## Produzione
La serie fu prodotta da Universal TV. Il pilot, intitolato The Psychiatrist: God Bless the Children, della durata di 120 minuti, fu trasmesso come film per la televisione il 14 dicembre 1970 mentre i sei episodi regolari della serie, della durata di un'ora ciascuno, furono trasmessi da gennaio a marzo dell'anno seguente.

## Distribuzione
La serie fu trasmessa negli Stati Uniti dal 1970 al 1971 sulla rete televisiva NBC.

## Episodi
| Stagione       | Episodi | Prima TV USA |
| -------------- | ------- | ------------ |
| Prima stagione | 7       | 1970-1971    |